# Mia Oremović
Mia Oremović (Požega, 31 luglio 1918 – Križevci, 24 luglio 2010) è stata un'attrice croata.

## Biografia
Attrice teatrale, cinematografica e televisiva, nacque nel 1918 a Požega, all'epoca appartenente all'impero austro-ungarico.

## Filmografia
- U oluji
- Nije bilo uzalud
- Vrnil se bom
- Ljubov Jarovaja
- Sangue al km.148 (H-8...), regia di Nikola Tanhofer (1958)
- Le sorprese del divorzio (Imam dvije mame i dva tate), regia di Krešo Golik (1968)